# لويز ماري مادلين فونتين
لويز ماري مادلين فونتين (بالفرنسية: Louise Marie Madeleine Fontaine)‏ هي صاحبة صالون أدبي فرنسية، ولدت في 28 أكتوبر 1706 في باريس في فرنسا، وتوفيت في 20 نوفمبر 1799 في قصر شينونسو في فرنسا.